# Gray's Anatomy (film)
Pour les articles homonymes, voir Gray's Anatomy (homonymie).
Pour plus de détails, voir Fiche technique et Distribution.
Gray's Anatomy est un film documentaire américano-britannique réalisé par Steven Soderbergh et sorti en 1996.
Le film est bâti autour d'un long monologue de l'acteur-écrivain Spalding Gray qui réalise des investigations de médecine non conventionnelle pour guérir sa maladie. Spalding Gray a déjà écrit et joué dans d'autres projets identiques. Il s'est suicidé en 2004. Il est présenté au festival international du film de Toronto 1996.

## Synopsis
Le comédien Spalding Gray parle de la maladie qu'il a eue aux yeux, la membrane épirétinienne, et des nombreux remèdes et techniques en tout genre qu'il a dû utiliser pour la soigner (science chrétienne, Hutte à sudation amérindienne, Chirurgie psychique, ...).

## Fiche technique
- Titre : Gray's Anatomy
- Réalisation : Steven Soderbergh
- Scénario : Spalding Gray ; monologues : Spalding Gray, Renée Shafransky
- Musique : Cliff Martinez
- Photographie : Elliot Davis
- Montage : Susan Littenberg
- Producteurs : John Hardy, Caroline Kaplan, John Re, Kathleen Russo, Jonathan Sehring
- Sociétés de production : États-Unis : Independent Film Channel - Grande-Bretagne : BBC
- Format : 1.85:1
- Pays de production :  États-Unis,  Royaume-Uni
- Langue originale : anglais
- Genre : documentaire, expérimental
- Durée : 80 minutes
- Dates de sortie[1] : 
  - Canada : 11 septembre 1996 (festival international du film de Toronto)
  - États-Unis : 19 mars 1997

## Distribution
- Spalding Gray
- Mike McLaughlin
- Melissa Robertson
- Alvin Henry
- Alyne Hargroder
- Buddy Carr
- Gerry Urso
- Chris Simms
- Tommy Staub
- Kirk A. Patrick Jr.

## Titre du film
Le titre du film renvoie au livre médical Gray's Anatomy de Henry Gray.